# Colonsideridis
Colonsideridis là một chi bướm đêm thuộc họ Noctuidae.